# Pseudosinella subilliciens
Pseudosinella subilliciens is een springstaartensoort uit de familie van de Entomobryidae. De wetenschappelijke naam van de soort is voor het eerst geldig gepubliceerd in 1993 door Mateos.